# Chi Dâu da
Chi Dâu da (danh pháp khoa học: Baccaurea) là một chi thực vật có hoa thuộc họ Phyllanthaceae. Chi này bao gồm hơn 100 loài, phân bố từ Indonesia cho đến phía Tây Thái Bình Dương. Ở Việt Nam các loài dâu da thường được trồng làm cây ăn trái. Dâu da có quả cỡ nhỏ, khi chín có màu vàng, quả có vị ngọt và chua.

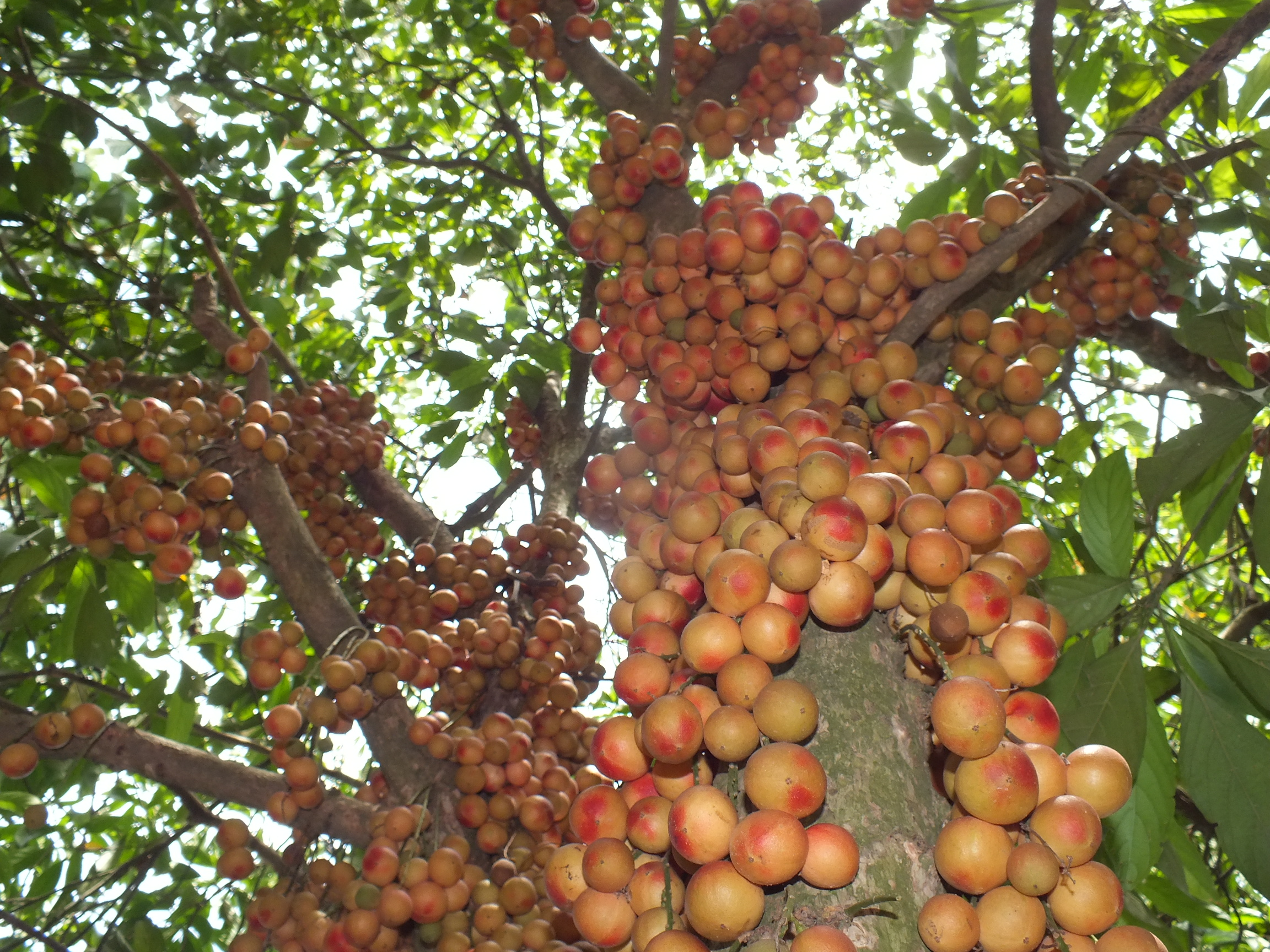
Một loài dâu da ở Huế, Việt Nam

## Các loài
Baccaurea acuminata(Miq.) Müll.Arg.
Baccaurea affinisMüll.Arg.
Baccaurea airyshawiiChakrab. & M.Gangop.
Baccaurea amambayensisZardini & Soria
Baccaurea angulataMerr.
Baccaurea annamensisGagnep. - Giâu tiên, dâu đất, du Trung Bộ, dâu da lông, dâu da quả đỏ, dâu da quả gốc.
Baccaurea beccarianaPax & K.Hoffm.
Baccaurea bhaswatiiChakrab. & M.Gangop.
Baccaurea bipindensisPax
Baccaurea bivalvisMerr.
Baccaurea bonnetiiBeille
Baccaurea borneensisMüll.Arg.
Baccaurea bracteataMüll.Arg.
Baccaurea brevipedicellataPax & K.Hoffm.
Baccaurea brevipesHook.f.
Baccaurea cailleiBeille
Baccaurea capensisSpreng. ex Pax & K.Hoffm.
Baccaurea carinataHaegens
Baccaurea caulifloraLour.
Baccaurea cavalliensisBeille
Baccaurea celebicaPax & K.Hoffm.
Baccaurea cordataMerr.
Baccaurea courtallensis(Wight) Müll.Arg.
Baccaurea dasystachyaMüll.Arg. & A.DC.
Baccaurea deflexaMüll.Arg.
Baccaurea dolichobotrysMerr.
Baccaurea dulcis(Jack) Müll.Arg.
Baccaurea edulisMerr.
Baccaurea elmeriMerr.
Baccaurea flaccidaMüll.Arg.
Baccaurea forbesiiPax & K.Hoffm.
Baccaurea gagnepainiiBeille
Baccaurea glabrifoliaPax & K.Hoffm.
Baccaurea glabrifloraPax & K.Hoffm.
Baccaurea glaucescens(Chodat & Hassl.) Soria & Zardini
Baccaurea glazioviiBeille
Baccaurea harmandiiGagnep.
Baccaurea heniiN.N.Thìn- Giâu hen.
Baccaurea hookeriGage
Baccaurea isabelaeSoria & Zardini
Baccaurea javanica(Blume) Müll.Arg.
Baccaurea kingiiGage
Baccaurea kunstleriKing ex Gage
Baccaurea lanceolata(Miq.) Müll.Arg.
Baccaurea latifoliaKing ex Hook.f.
Baccaurea leucodermisHook.f. ex Ridl.
Baccaurea longispicataBeille
Baccaurea macrocarpa(Miq.) Müll.Arg.
Baccaurea macrophylla(Müll.Arg.) Müll.Arg.
Baccaurea macropteraD.J.N.Hind
Baccaurea macrostachya(Wight & Arn.) Hook.f.
Baccaurea maingayiHook.f.
Baccaurea malayanaKing ex Hook.f.
Baccaurea membranaceaPax & K.Hoffm.
Baccaurea microcarpa(Airy Shaw) Haegens
Baccaurea minahassaeKoord.
Baccaurea minorHook.f.
Baccaurea minutifloraMüll.Arg.
Baccaurea mollisHaegens
Baccaurea montanaPax & K.Hoffm.Baccaurea motleyana(Müll.Arg.) Müll.Arg.
Baccaurea multifloraBurck ex J.J.Sm.
Baccaurea mylodontisF.H.Hellw.
Baccaurea nanihuaMerr.
Baccaurea nesophilaAiry Shaw
Baccaurea obtusaA.C.Sm.
Baccaurea odoratissimaElmer
Baccaurea oxycarpaGagnep.- Giâu gia quả nhọn.
Baccaurea papuanaF.M.Bailey
Baccaurea parviflora(Müll.Arg.) Müll.Arg.
Baccaurea pendulaMerr.
Baccaurea philippinensis(Merr.) Merr.
Baccaurea pilcensisF.H.Hellw.
Baccaurea platyphyllaPax & K.Hoffm.
Baccaurea platyphylloidesPax & K.Hoffm.
Baccaurea plurilocularisJ.J.Sm.
Baccaurea poissoniiBeille
Baccaurea polyneuraHook.f.
Baccaurea propinquaMüll.Arg.
Baccaurea pubera(Miq.) Müll.Arg.
Baccaurea puberulaMerr.
Baccaurea pubescensPax & K.Hoffm.
Baccaurea purpureaHaegens
Baccaurea pyriformisGage
Baccaurea pyrrhadasya(Miq.) Müll.Arg.
Baccaurea racemosa(Reinw.) Müll.Arg.
Baccaurea ramifloraLour.- Giâu gia đất, dâu tiên.
Baccaurea rauliiS.Díaz & Cuatrec.
Baccaurea reniformisChakrab. & M.Gangop.
Baccaurea reticulataHook.f.
Baccaurea rostrataMerr.
Baccaurea sanctae-crucisAiry Shaw
Baccaurea sanguineaJ.J.Sm.
Baccaurea sarawakensisPax & K.Hoffm.
Baccaurea scortechiniiHook.f.
Baccaurea seemannii(Müll.Arg.) Müll.Arg.
Baccaurea simaloerensisHaegens
Baccaurea singaporicaPax & K.Hoffm.
Baccaurea stipulataJ.J.Sm.
Baccaurea sumatrana(Miq.) Müll.Arg.
Baccaurea suvraeChakrab. & M.Gangop.
Baccaurea sylvestrisLour.-Lòn bon, du vỏ đỏ, chọt chẹt, búng, dâu tiên, chụt chạt, giâu gia vỏ đỏ.
Baccaurea taitensisMüll.Arg.
Baccaurea tarapacanaF.H.Hellw.
Baccaurea tetrandra(Baill.) Müll.Arg.
Baccaurea trigonocarpaMerr.
Baccaurea tristisPax & K.Hoffm.
Baccaurea truncifloraMerr.
Baccaurea velutina(Ridl.) Ridl.
Baccaurea ventanicola(Cabrera) Soria & Zardini
Baccaurea vernalisF.H.Hellw.
Baccaurea wallichiiHook.f.
Baccaurea wilkesianaMüll.Arg.
Baccaurea wrayiKing ex Hook.f.
Baccaurea zoelineriF.H.Hellw.

## Hình ảnh

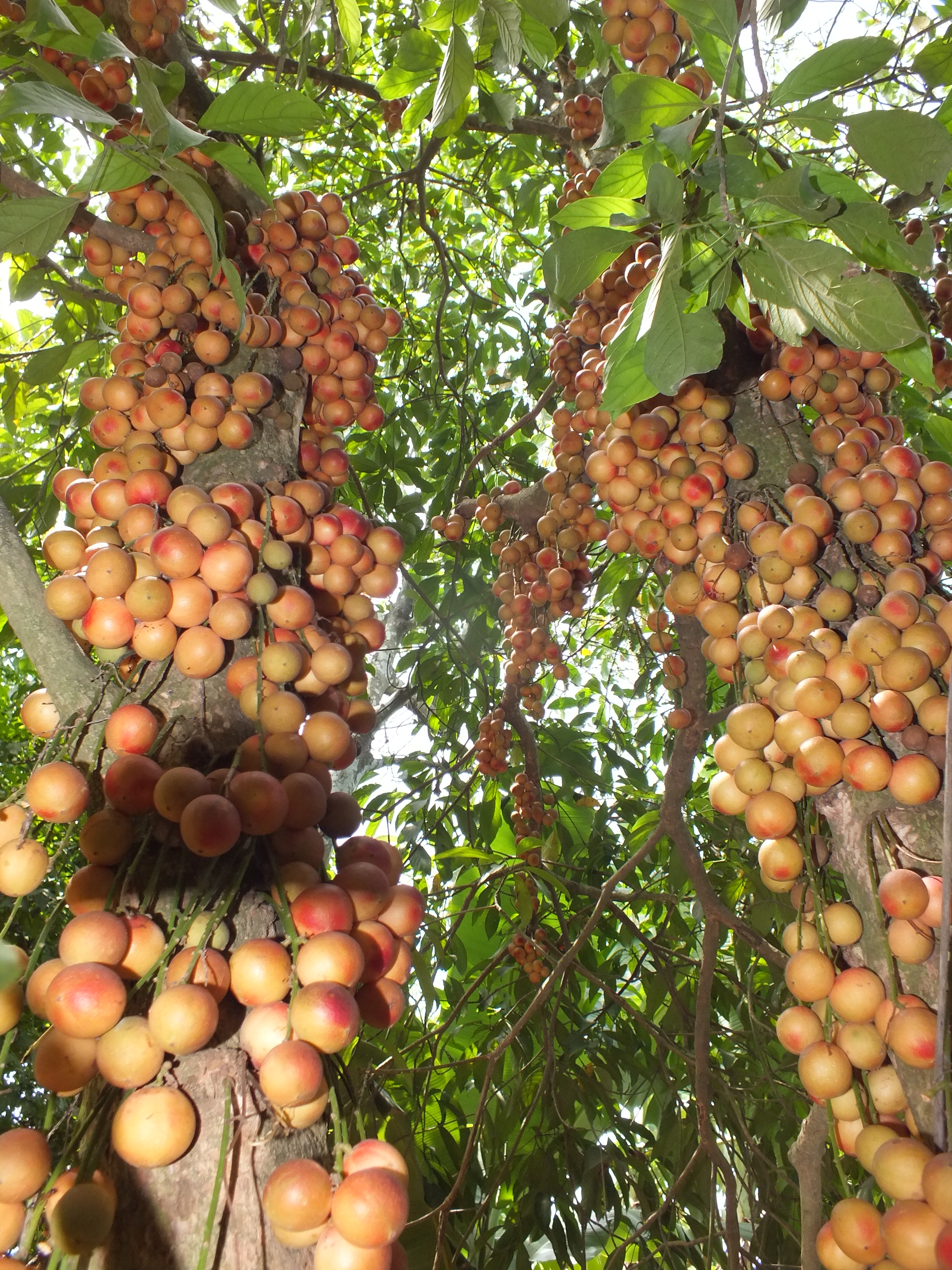
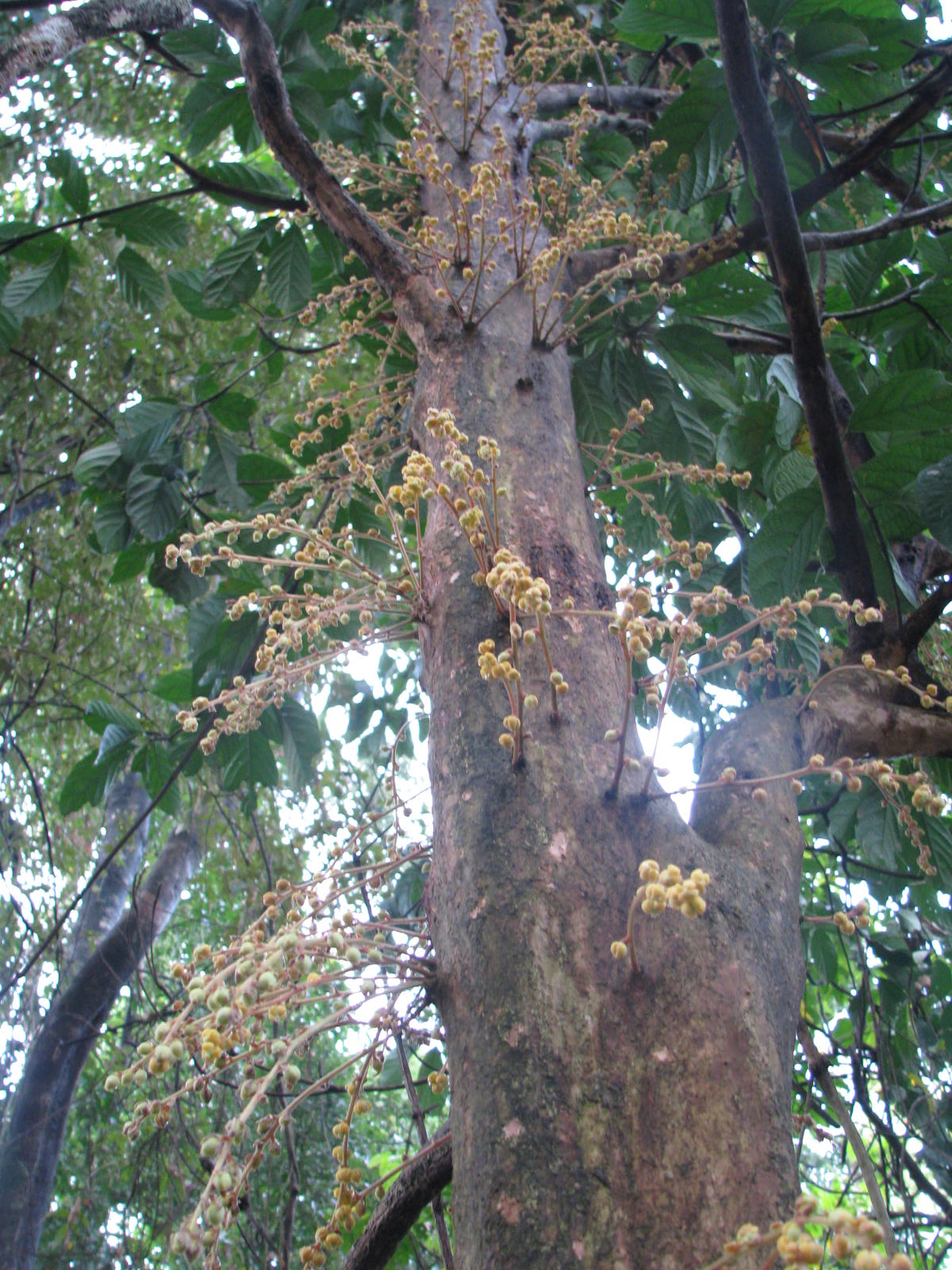
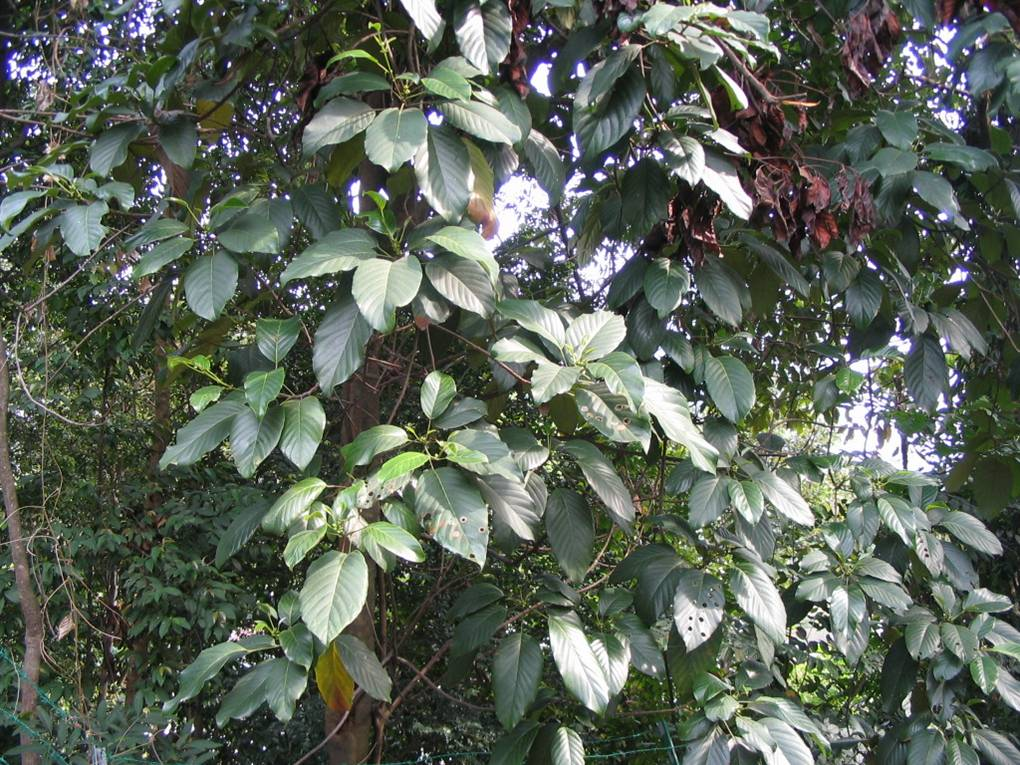
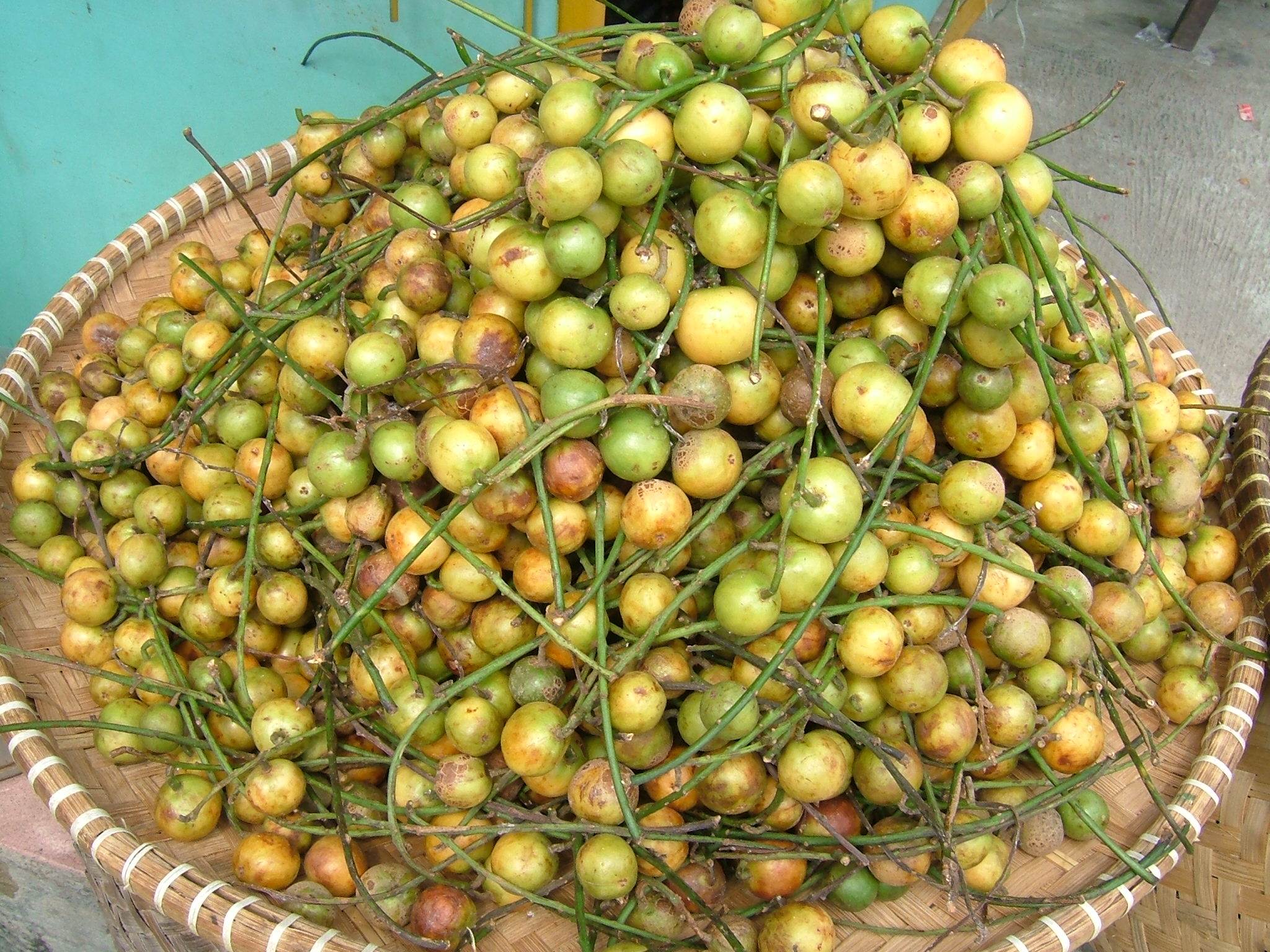